# Microterys iranicus
Microterys iranicus is een vliesvleugelig insect uit de familie Encyrtidae. De wetenschappelijke naam is voor het eerst geldig gepubliceerd in 2010 door Japoshvili & Fallahzadeh.